# Saint-Florent-sur-Auzonnet
 Saint-Florent-sur-Auzonnet  es una población y comuna francesa, en la región de Languedoc-Rosellón, departamento de Gard, en el distrito de Alès y cantón de Saint-Ambroix.

## Demografía
| 2266 | 2146 | 1620 | 1520 | 1363 | 1126 |
| Para los censos de 1962 a 1999 la población legal corresponde a la población sin duplicidades (Fuente: INSEE [Consultar]) |      |      |      |      |      |